# Libuš
Libuš – część Pragi leżąca w dzielnicy Praga 4, na południe oo centrum miasta. W 2006 zamieszkiwało ją 7 905 mieszkańców.
Nazwa tej dawnej podpraskiej wsi często wywodzona jest - zupełnie niepoprawnie - od słynnej księżniczki Libuszy. W rzeczywistości pochodzi ona od imienia Libuš lub Libouš - jednego z pierwszych osiadłych tu gospodarzy.
W średniowieczu istniał w tym miejscu niewielki gródek z murowaną wieżą obronną, wspominany w 1321 r., kiedy to został zdobyty przez ekspedycję wojskową praskich mieszczan. Ślady grubych murów do dziś zachowały się w przyziemiach budynku, noszącego dawny katastralny numer "1". Według miejscowej legendy jest w nich gdzieś zamurowane tajne wejście do podziemnych korytarzy, wiodących do niedalekiego Nowego Zamku Wacława IV. Przez wiele wieków wieś była znana z hodowli gęsi, dostarczanych jesienią w wielkich ilościach na praskie targowiska.
W 1920 r. powstało tu pierwsze państwowe obserwatorium meteorologiczne (Statní ústav meteorologický), które z czasem rozszerzyło swoje obserwacje również na sferę hydrologii i zanieczyszczeń powietrza atmosferycznego. Dziś charakterystyczna, czworoboczna betonowa wieża stanowi ważny element państwowej meteorologicznej sieci radiosondażowej i radiolokacyjnej.
Libuš jest obecnie jedną z szybciej rozwijających się dzielnic Pragi: w 2009 r. zamieszkiwało ją już 10 565 mieszkańców.